# Винко Росич
Винко Росич (21 травня 1941 — 9 червня 2006) — югославський ватерполіст.
Учасник Олімпійських Ігор 1964 року.
Срібний призер Олімпійських ігор 1964 року.